# Condado de Washington (Oklahoma)
El condado de Washington (en inglés: Washington County), fundado en 1895 y con nombre en honor al presidente George Washington, es un condado del estado estadounidense de Oklahoma. En el año 2000 tenía una población de 48.996 habitantes con una densidad de población de 45 personas por km². La sede del condado es Bartlesville.

## Geografía
Según la oficina del censo el condado tiene una superficie total de 1098 km² (423,9 mi²), de los que 1080 km² (417 mi²) son tierra y 18 km² (6,9 mi²) (1,73%) son agua.

### Condados adyacentes
- Condado de Montgomery - norte
- Condado de Nowata - este
- Condado de Rogers - sureste
- Condado de Tulsa - sur
- Condado de Osage - oeste
- Condado de Chautauqua - noroeste

## Demografía
Según el censo del 2000 la renta per cápita media de los habitantes del condado era de 35.816 dólares y el ingreso medio de una familia era de 43.514 dólares. En el año 2000 los hombres tenían unos ingresos anuales 34.201 dólares frente a los 22.389 dólares que percibían las mujeres. El ingreso por habitante era de 20.250 dólares y alrededor de un 11,90% de la población estaba bajo el umbral de pobreza nacional.

## Ciudades y pueblos
- Bartlesville
- Copan
- Dewey
- Ochelata
- Ramona
- Vera